# 莫米松-拉吉扬
莫米松-拉吉扬（法語：Maumusson-Laguian，法語發音：[momysɔ̃ laɡjɑ̃]）是法国热尔省的一个市镇，属于米朗德区。该市镇于1822年由原市镇莫米松（Maumusson）和拉吉扬（Laguian）合并而成。

## 地理
莫米松-拉吉扬（43°36'31"N, 0°6'7"W）面积9.3 平方千米，位于法国奧克西塔尼大區热尔省，该省份为法国西南部内陆省份，北起顺时针与洛特-加龙省、塔恩-加龙省、上加龙省、上比利牛斯省、大西洋比利牛斯省和朗德省接壤。
与莫米松-拉吉扬接壤的市镇（或旧市镇、城区）包括：圣拉纳、里斯克勒、维耶拉、欧布斯。
莫米松-拉吉扬的时区为UTC+01:00、UTC+02:00（夏令时）。

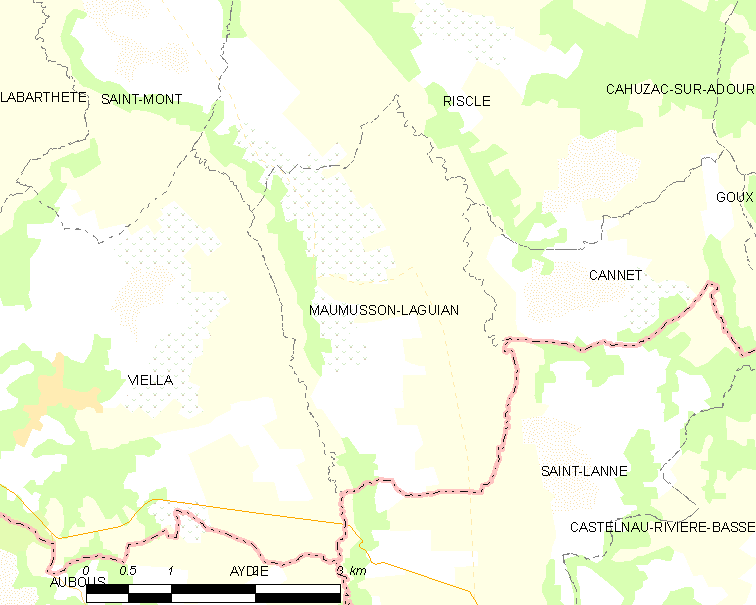
莫米松-拉吉扬的OSM定位图

## 行政
莫米松-拉吉扬的邮政编码为32400，INSEE市镇编码为32245。

## 政治
莫米松-拉吉扬所属的省级选区为热尔阿杜尔县。

## 人口

1962-2008年间莫米松-拉吉扬人口变化图示

莫米松-拉吉扬于2022年1月1日时的人口数量为143人。